# Aethes caucasica
Aethes caucasica is een vlinder uit de familie bladrollers (Tortricidae). De wetenschappelijke naam is voor het eerst geldig gepubliceerd in 1959 door Amsel.
De soort komt voor in Europa.